# Bulbophyllum masaganapense
Bulbophyllum masaganapense là một loài phong lan thuộc chi Bulbophyllum.